# Johnston (Rhode Island)
Johnston ist eine US-amerikanische Stadt in Rhode Island im Providence County. 
Sie ist (teilweise Haupt-)Sitz mehrerer Versicherungen. Das U.S. Census Bureau hat bei der Volkszählung 2020 eine Einwohnerzahl von 29.568 ermittelt.

## Geschichte
Johnston wurde offiziell am 6. März 1759 gegründet und nach dem General August Johnston benannt.

## Sehenswürdigkeiten
In Johnston befindet sich das Clemence Irons House aus dem Jahre 1691, ein Haus im sogenannten Stone-Ender-Stil, bei dem der Schornstein eine Hauswand darstellt. Das Clemence Irons House ist heute ein Museum für diese für Rhode Island typische Bauform, da es als eines von wenigen noch im Originalzustand erhalten ist. 

## Bildung
Johnston besitzt insgesamt sechs Schulen, darunter vier Grundschulen, eine Mittelschule und eine High School (Johnston Senior High School). Das Bildungsamt hat jedoch beschlossen zwei der Grundschulen, die Grundschule Graniteville und die Calef-Grundschule demnächst schließen zu wollen.

## Politik

### Städtepartnerschaft
Johnston unterhält eine Städtepartnerschaft mit der italienischen Gemeinde Panni in der Provinz Foggia in Apulien.

## Medien
Die offizielle Tageszeitung in Johnston ist The Johnston Sunrise.

## Persönlichkeiten
- Samuel Eddy (1769–1839), Politiker
- Samuel Ward King (1786–1851), Politiker
- Noel Acciari (* 1991), Eishockeyspieler